# 馬山觀測所

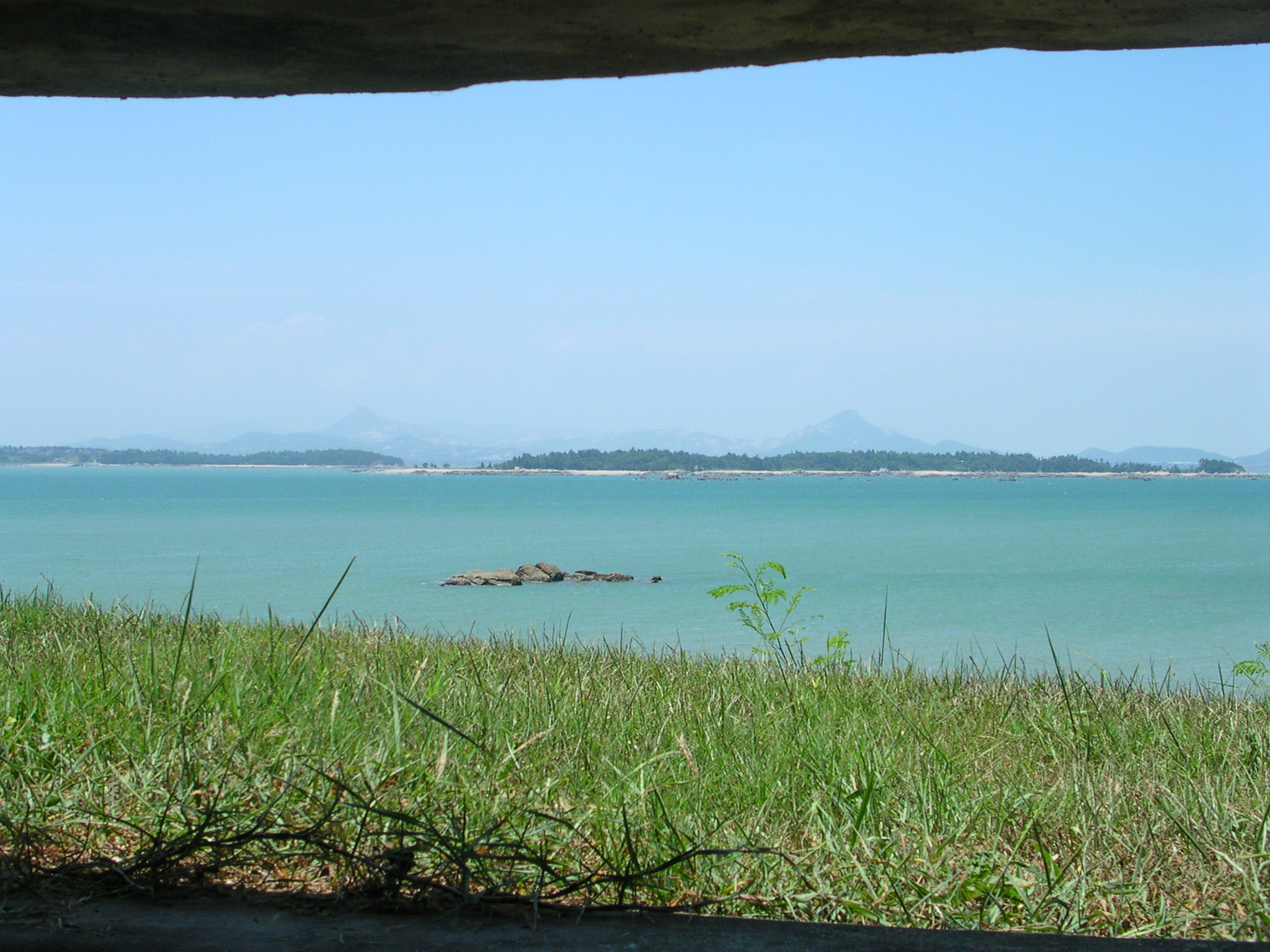
馬山遠眺角嶼─1979年叛逃事件與1984年六二七事件中兩岸最後一次軍事衝突處，其間水域即雙方馳赴逃兵所在

馬山觀測所，或稱馬山觀測站，位於中華民國福建省金門縣金沙鎮，此處距中华人民共和国所轄角屿僅2公里餘，為金門本島距中國大陸最近點，對峙時期前線基地之一，有天下第一哨之稱，今日已為熱門觀光景點。

## 歷史
所在地於明朝時設有官澳巡檢司城，為明朝同安縣境內的七個巡檢司城之一。
1979年5月16日，金門防衛司令部金東師馬山連連長林正義上尉叛逃泅至對面角嶼。
1984年6月27日，金東師為在馬山前方水域追捕逃兵而砲擊角嶼造成軍事傷亡，成為1979年停止「單打雙不打」後，海峽兩岸唯一一次正面軍事衝突。

## 簡介
馬山位於金門縣官澳東北角，距角嶼僅2100公尺，退潮時1800公尺，為金門本島距大陸最近的據點。整個觀測所係由濱海小山丘開挖坑道而成，相當隱密。昔日裝設有大型望遠鏡，監控對岸海空動靜。原為戒備森嚴的軍事設施，近年由於金門國家公園成立，開放民眾參觀，遂成為熱門景點。

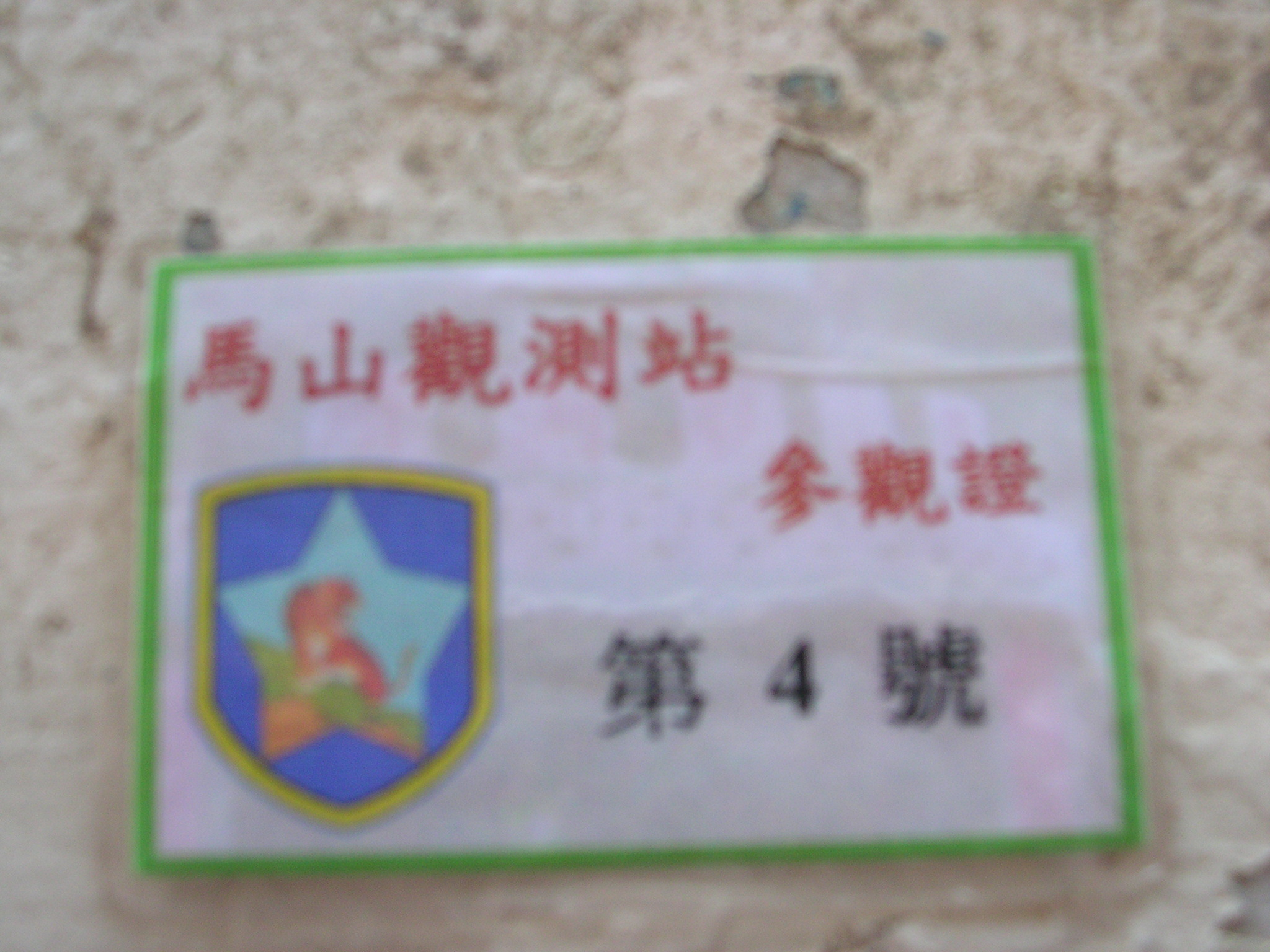
馬山觀測站參觀證

馬山觀測所今日仍有中華民國國軍單位駐守。內部則為一林道，林道左側為昔日向對岸心戰喊話的馬山播音站（俗稱喊話站），曾設有48個巨型播音喇叭。已故歌星鄧麗君亦曾在此播音，唯目前已不再擔負戰時任務，偶爾會播放流行音樂及閩南語歌曲。林道末端則為還我河山標語，而觀測所大門則在標語左鄰。
進入觀測所大門後，須需通過一段全長174公尺的戰備坑道（此處禁止攝影），設有槍堡等軍事設施，亦有戰爭時期相關照片展覽。參觀者隨坑道逐漸降至海濱，方能抵達位於海岸旁的觀測所本體。
觀測所開一縫可觀察對岸情勢，並有數具高倍率望遠鏡供遊客使用，天氣好時甚至僅需肉眼即可看得對岸之漁村。

## 聯外道路問題
金門縣政府曾擬定「金門縣馬山觀測站聯外道路工程」計畫，解決馬山觀測所至沙青路間既有單線道路狹窄，且兩側緊鄰民房、不易拓寬的問題，故計畫在馬山觀測所停車場，與新塘間新闢一條外環道路繞行官澳聚落銜接沙青路。以求觀光與區域車流分離，縮短旅行團進出時間，並將新建聯外道路規劃海岸線之觀光景點，原道路供當地居民使用。
然而此規畫遭到地方居民反對，認為此路線將扼殺當地自然環境，並讓旅居停留當地消費的時間縮短等。

## 景觀

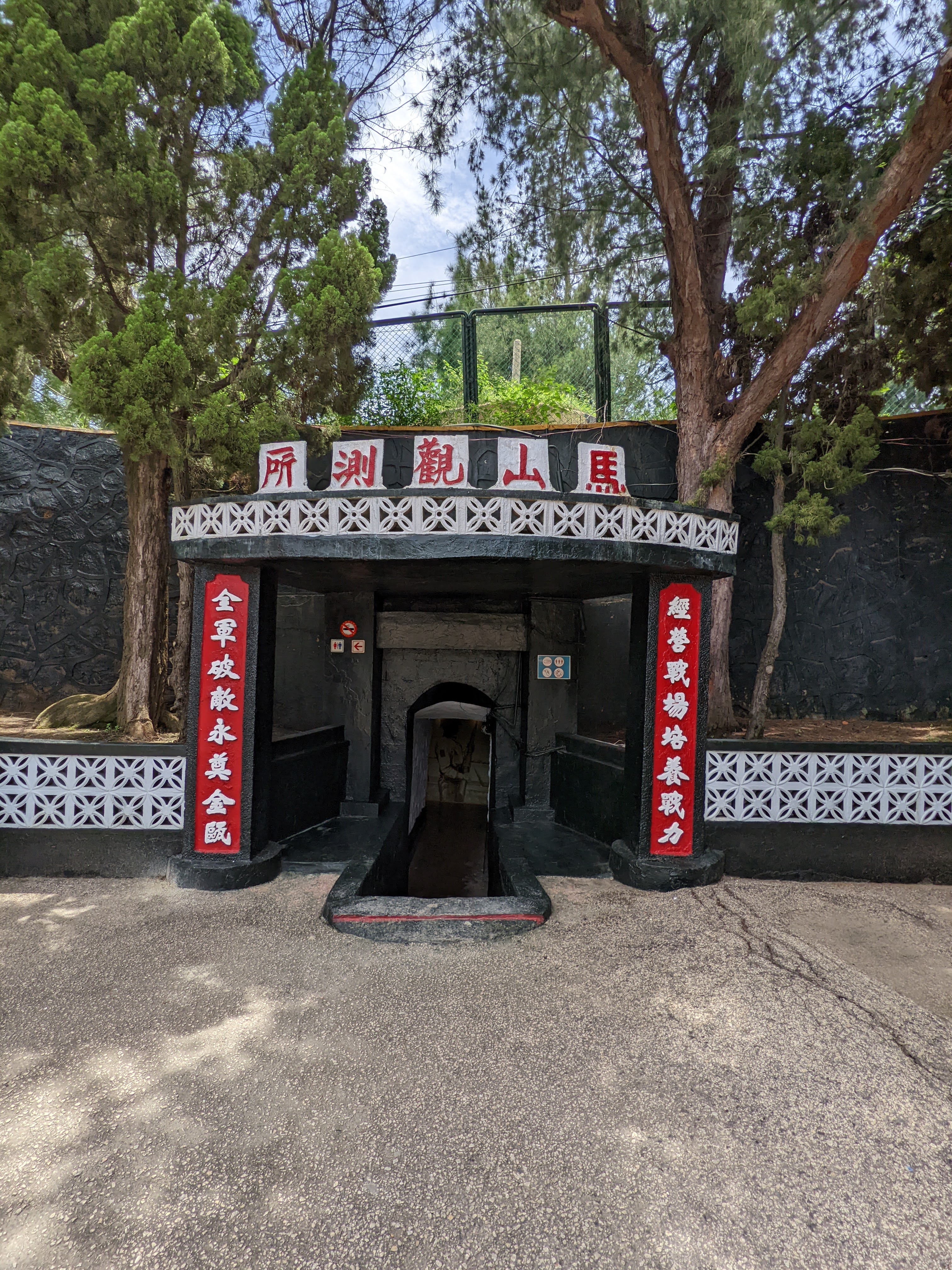
馬山觀測所大門
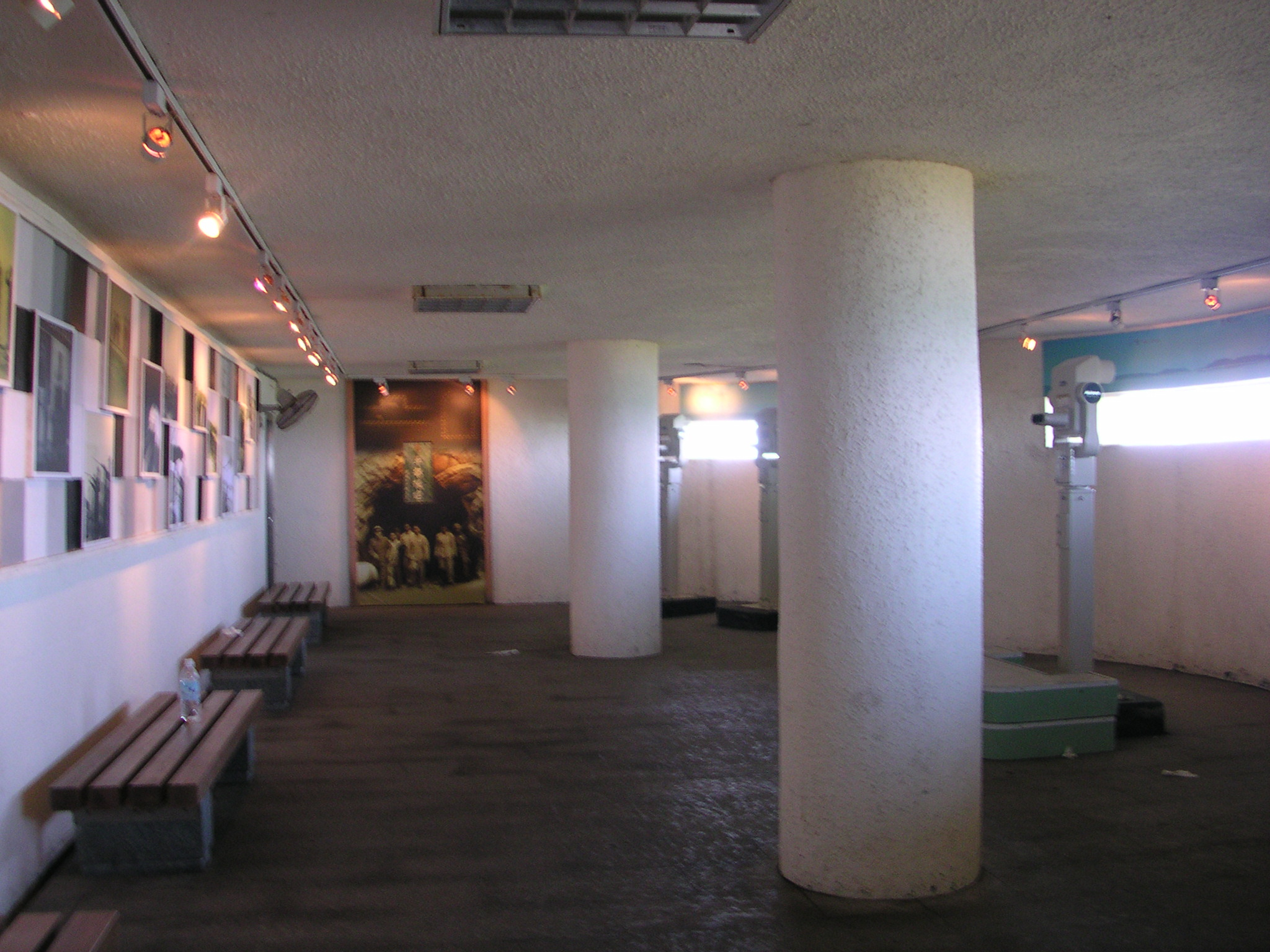
馬山觀測所內部
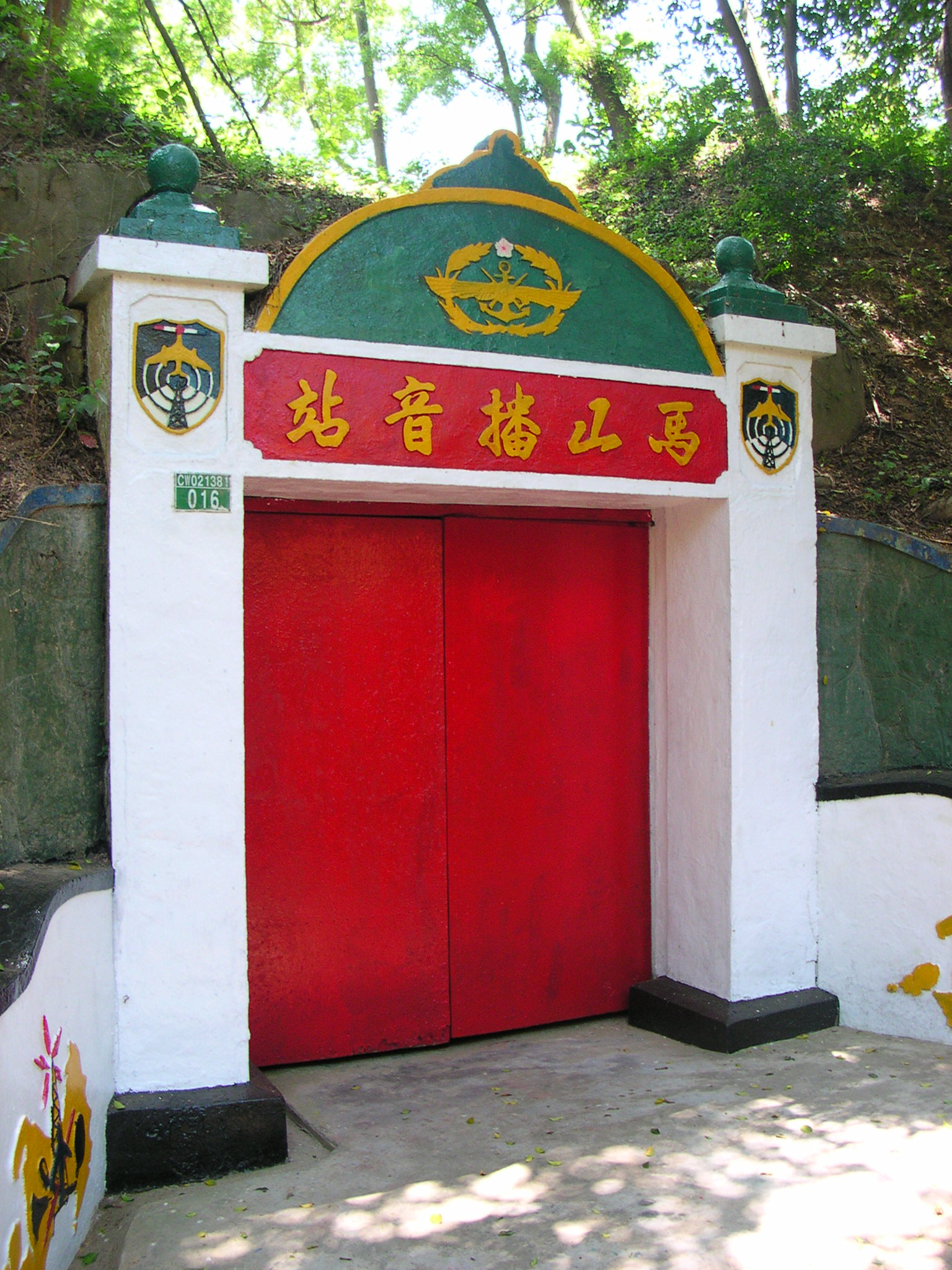
馬山播音站大門
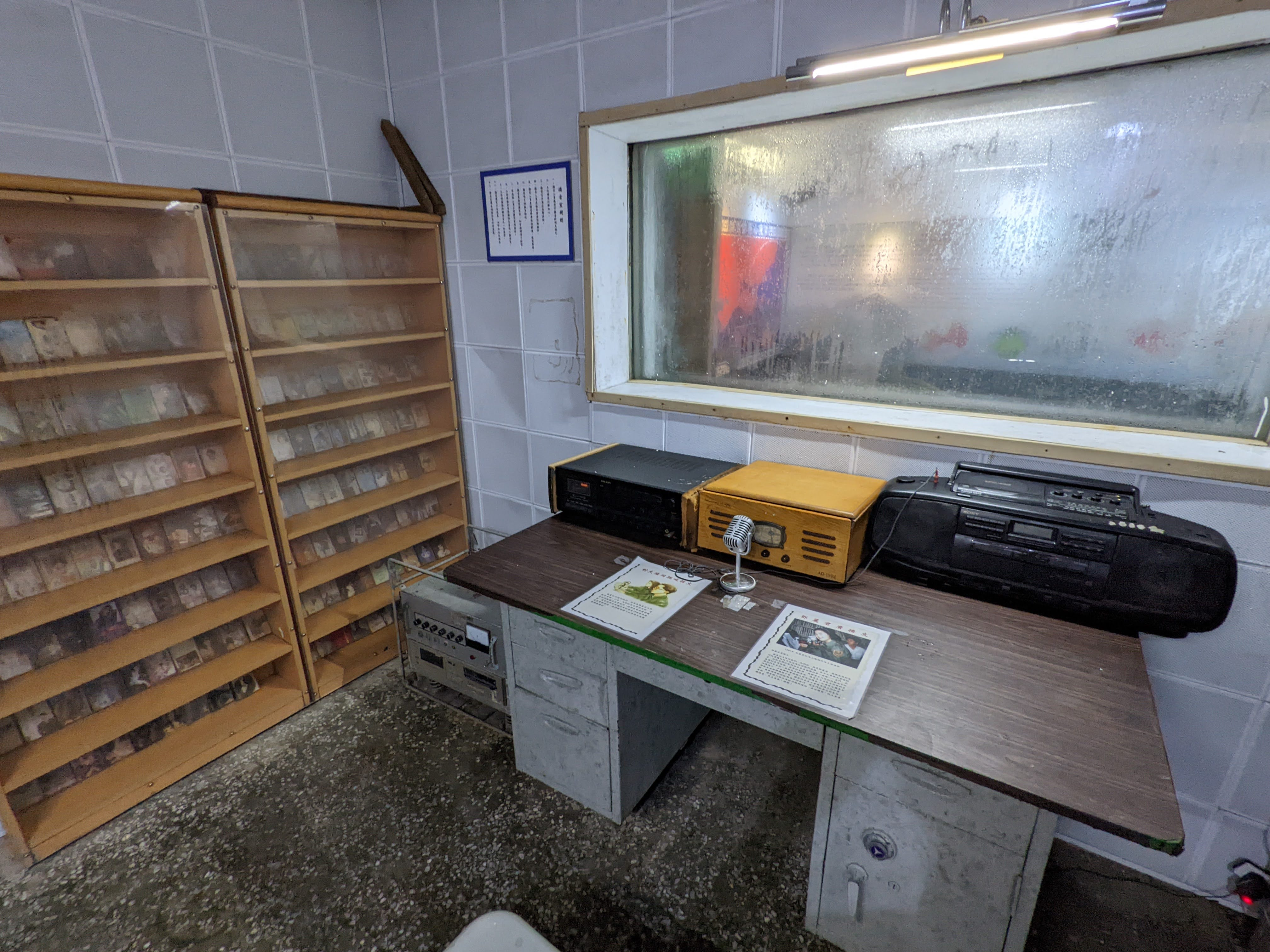
馬山播音站內部
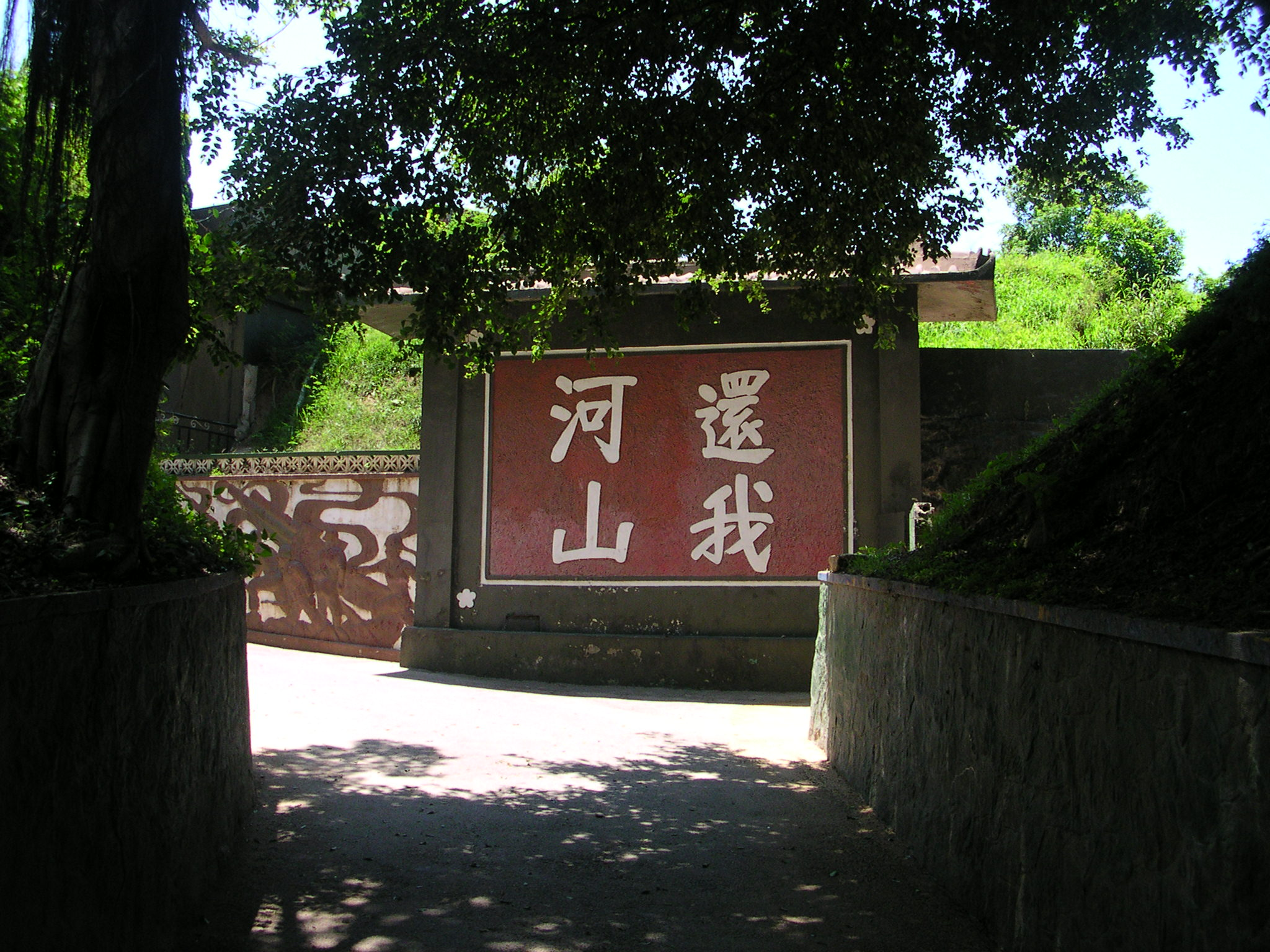
還我河山碑

## 其他
- 因為馬山觀測所與馬山關廁所同音，軍中時有以此為笑談。
- 馬山觀測所附近沙灘尚列為地雷危險區，嚴禁進入。但馬山門前右方有一小徑，直通海灘。可登上馬山觀測站旁之礁岩，可遠觀「后嶼」。此區現也為當地民眾假日釣魚之地。

## 相關
- 林毅夫 ：擔任馬山連連長時，叛逃至大陸，後成為世界銀行副行長[4][5]。
- 吳宗憲 ：台灣知名主持人吳宗憲，過去年輕當兵時曾在此處服兵役。有一次吳宗憲偶然在觀測所（當時名為「馬山喊話站」）內聽到廣播正在播放自己出道時的第一首歌曲《天倫家鄉》，當第一句歌詞「風吹的故鄉，風吹的故鄉」響起時，他矗立在原地落淚；旁人見狀，便詢問他發生什麼事情？他激動大喊：「這是我的歌啊！」。由於當時年紀尚輕，且名氣未響，所以當下沒人相信。 [來源請求]
- 莊輝亮：陸軍步三一九師新兵，逃至馬山與角嶼間水域被捕獲後速判處決[6][7]。